# Castiçal

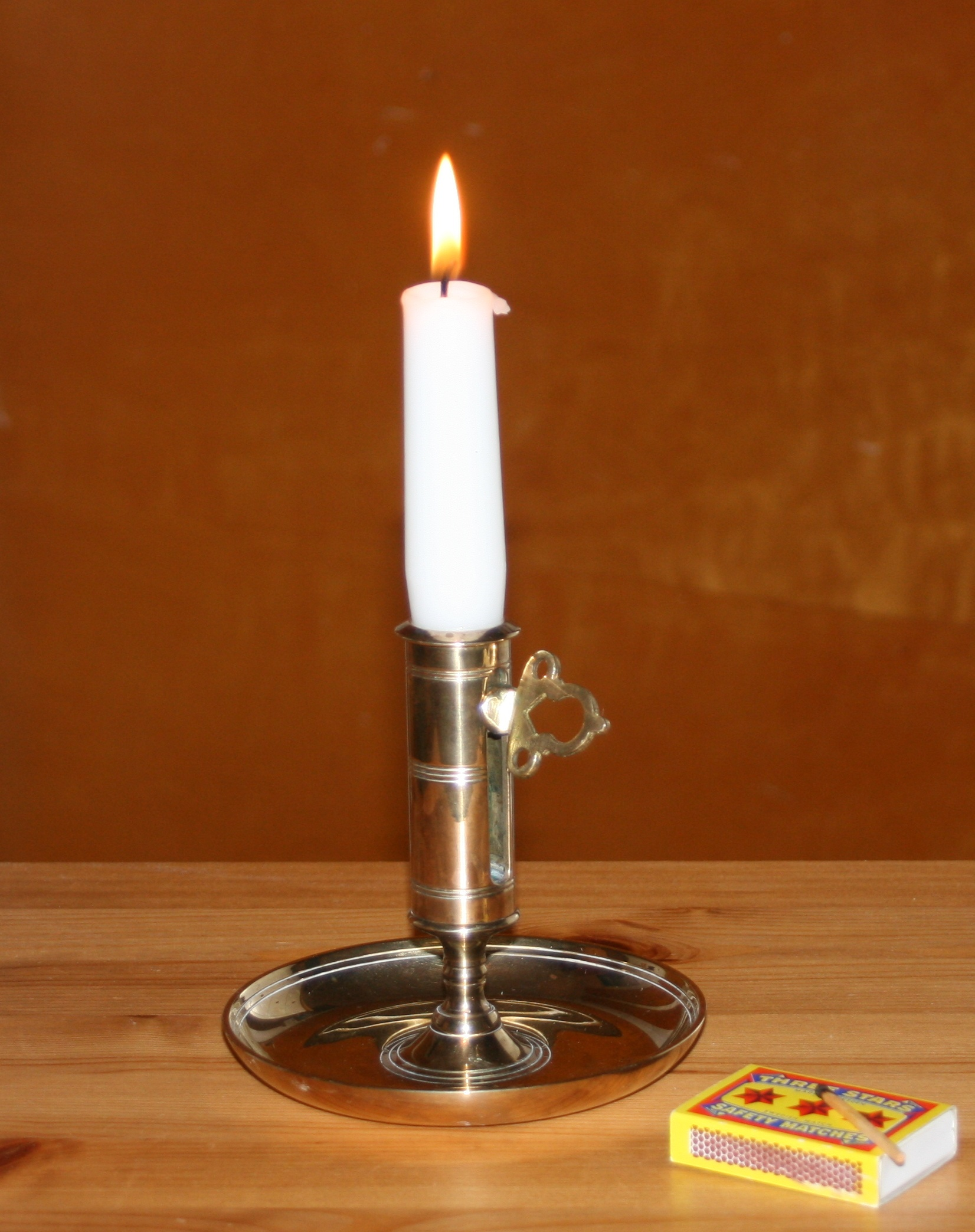
Um típico castiçal.

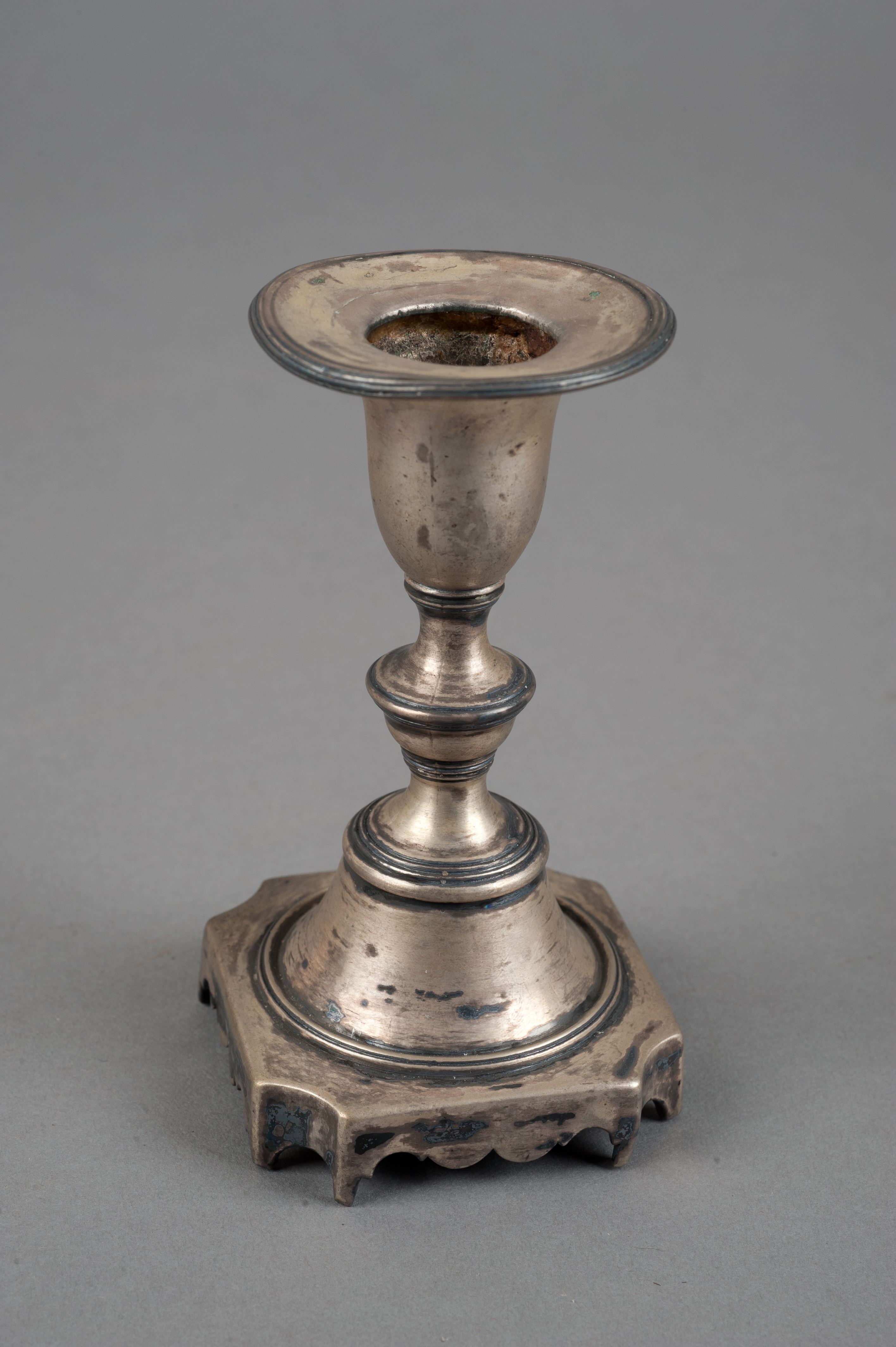
Um castiçal de prata, parte do acervo do Museu Paulista.

Castiçal, candeeiro com um só foco luminoso, como vela ou lâmpada, foi um elemento determinante na decoração das casas. Desde sua criação (sem data especifica), constituiu-se numa peça indispensável para clarear a mesa, a toalete e toda a atividade noturna das moradias. Compõe-se de três partes: base, haste e aparador ou arandela. Com base nesses elementos, os ourives fizeram desse objeto, do século XVII ao século XIX, um perfeito espelho dos estilos sucessivos da época: do barroco ao rocaille, e desse estilo movimentado ao rigor do neoclássico, seguindo ora influência francesa, ora inglesa. As bases variam de redondas a quadradas — e a decoração acompanha o estilo da época em que o objeto é confeccionado.
Existem centenas de modelos e chama-se castiçal apenas quando é com encaixe para 1 vela; para 2 ou mais, é chamado de candelabro. Muito conhecido é o candelabro para 7 velas judaico, chamado de Menorá.